# Hadena kendevani
Hadena kendevani là một loài bướm đêm trong họ Noctuidae.